# IL17D
IL17D (англ. Interleukin 17D) – білок, який кодується однойменним геном, розташованим у людей на 13-й хромосомі. Довжина поліпептидного ланцюга білка становить 202 амінокислот, а молекулярна маса — 21 893.
| 10         |  | 20         |  | 30         |  | 40         |  | 50         |
| ---------- |  | ---------- |  | ---------- |  | ---------- |  | ---------- |
| MLVAGFLLAL |  | PPSWAAGAPR |  | AGRRPARPRG |  | CADRPEELLE |  | QLYGRLAAGV |
| LSAFHHTLQL |  | GPREQARNAS |  | CPAGGRPADR |  | RFRPPTNLRS |  | VSPWAYRISY |
| DPARYPRYLP |  | EAYCLCRGCL |  | TGLFGEEDVR |  | FRSAPVYMPT |  | VVLRRTPACA |
| GGRSVYTEAY |  | VTIPVGCTCV |  | PEPEKDADSI |  | NSSIDKQGAK |  | LLLGPNDAPA |
| GP         |  |            |  |            |  |            |  |            |

A: Аланін

C: Цистеїн

D: Аспарагінова кислота

E: Глутамінова кислота

F: Фенілаланін

G: Гліцин

H: Гістидин

I: Ізолейцин

K: Лізин

L: Лейцин

M: Метіонін

N: Аспарагін

P: Пролін

Q: Глутамін

R: Аргінін

S: Серин

T: Треонін

V: Валін

W: Триптофан

Кодований геном білок за функцією належить до цитокінів. 
Секретований назовні.